# Norm Duke
Norm Duke, född 25 mars 1964 i Mount Pleasant, Texas, är en amerikansk professionell bowlingspelare. Duke inkluderades i United States Bowling Congress (USBC) Hall of Fame 2002 och Professional Bowlers Associations (PBA) Hall of Fame 2009.